# Ayuntamiento de Carballo
El Ayuntamiento de Carballo (en gallego: Concello de Carballo) es el órgano encargado del gobierno y administración del municipio de Carballo, situado en la provincia de La Coruña, Galicia, España. Está presidido por el alcalde. En 2023 ocupa dicho cargo Evencio Ferrero Rodríguez, del BNG. Esta administración tiene su sede en la plaza del Ayuntamiento.

## Alcaldes
| Periodo   | Nombre                    | Partido                                                                                 |
| --------- | ------------------------- | --------------------------------------------------------------------------------------- |
| 1979-1983 | José Sánchez Vilas        | Unión de Centro Democrático (UCD)                                                       |
| 1983-1987 | José Sánchez Vilas        | Coalición Popular (CP)                                                                  |
| 1987-1991 | José Sánchez Vilas        | Coalición Progresista Galega (CPG)                                                      |
| 1991-1995 | Manuel Varela Rey         | Independentes por Carballo (IPC) (1991-92) Partido Popular de Galicia (PPdeG) (1992-95) |
| 1995-1999 | Manuel Varela Rey         | Partido Popular de Galicia (PPdeG)                                                      |
| 1999-2003 | Manuel Varela Rey         | Partido Popular de Galicia (PPdeG)                                                      |
| 2003-2007 | Evencio Ferrero Rodríguez | Bloque Nacionalista Galego (BNG)                                                        |
| 2007-2011 | Evencio Ferrero Rodríguez | Bloque Nacionalista Galego (BNG)                                                        |
| 2011-2015 | Evencio Ferrero Rodríguez | Bloque Nacionalista Galego (BNG)                                                        |
| 2015-2019 | Evencio Ferrero Rodríguez | Bloque Nacionalista Galego (BNG)                                                        |
| 2019-2023 | Evencio Ferrero Rodríguez | Bloque Nacionalista Galego (BNG)                                                        |
| 2023-act. | Evencio Ferrero Rodríguez | Bloque Nacionalista Galego (BNG)                                                        |

## Elecciones municipales

### 1979

BNPG
ADP
PSOE
UCD
CD

Alcalde: José Sánchez Vilas de Unión de Centro Democrático. Gobierno con mayoría absoluta.
Agrupación Democrática Popular, candidatura apoyada por el Partido Comunista de Galicia.
Candidatos: José Sánchez Vilas (UCD), Guillermo Peinador Varela (CD), Evencio Ferrero Rodríguez (BNPG), José Doldán Conchado (ADP), Jesús Mañana Pallas (PSOE).
| Candidatura     | Candidatura                              | Voto Popular | Voto Popular                   | Concejales                     |
| Candidatura     | Candidatura                              | Votos        | %                              | Total                          |
| --------------- | ---------------------------------------- | ------------ | ------------------------------ | ------------------------------ |
|                 | Unión de Centro Democrático (UCD)        | 4 128        | 48,09                          | 11                             |
|                 | Coalición Democrática (CD)               | 1 743        | 20,31                          | 4                              |
|                 | Bloque Nacional Popular Galego (BNPG)    | 1 229        | 14,32                          | 3                              |
|                 | Agrupación Democrática Popular (ADP)     | 915          | 10,66                          | 2                              |
|                 | Partido Socialista Obrero Español (PSOE) | 569          | 6,63                           | 1                              |
| Votos en blanco | Votos en blanco                          | 0            | 0                              | n/a                            |
| Votos vàlidos   | Votos vàlidos                            | 8 584        | 100                            | 21                             |
| Votos nulos     | Votos nulos                              | 183          | Participación:\| \| 46.53 % \| | Participación:\| \| 46.53 % \| |
| Votantes        | Votantes                                 | 8 767        | Participación:\| \| 46.53 % \| | Participación:\| \| 46.53 % \| |
| Electores       | Electores                                | 18 841       | Participación:\| \| 46.53 % \| | Participación:\| \| 46.53 % \| |
|                 | 46.53 %                                  |              |                                |                                |

### 1983

PNG
PSdeG-PSOE
PGI
CP

Alcalde: José Sánchez Vilas de Coalición Popular. Gobierno con mayoría absoluta.
El Partido Nacionalista Galego formaba parte del recientemente formado Bloque Nacionalista Galego, cuyos resultados son comparados a los del BNPG, partido predecesor del BNG.
| Candidatura     | Candidatura                                     | Voto Popular | Voto Popular                         | Concejales                           | Concejales                           |
| Candidatura     | Candidatura                                     | Votos        | %                                    | Total                                | +/-                                  |
| --------------- | ----------------------------------------------- | ------------ | ------------------------------------ | ------------------------------------ | ------------------------------------ |
|                 | Coalición Popular (CP)                          | 6 379        | 63,73                                | 15                                   | 4                                    |
|                 | Partido Socialista de Galicia-PSOE (PSdeG-PSOE) | 1 690        | 16,88                                | 3                                    | 2                                    |
|                 | Partido Nacionalista Galego (PNG)               | 1 195        | 11,94                                | 2                                    | 1                                    |
|                 | Partido Galego Independiente (PGI)              | 745          | 7,44                                 | 1                                    | ±0                                   |
| Votos en blanco | Votos en blanco                                 | 0            | 0                                    | n/a                                  | n/a                                  |
| Votos vàlidos   | Votos vàlidos                                   | 10 009       | 100                                  | 21                                   | ±0                                   |
| Votos nulos     | Votos nulos                                     | 0            | Participación:\| \| 51.62 % \| 5,09% | Participación:\| \| 51.62 % \| 5,09% | Participación:\| \| 51.62 % \| 5,09% |
| Votantes        | Votantes                                        | 10 009       | Participación:\| \| 51.62 % \| 5,09% | Participación:\| \| 51.62 % \| 5,09% | Participación:\| \| 51.62 % \| 5,09% |
| Electores       | Electores                                       | 19 389       | Participación:\| \| 51.62 % \| 5,09% | Participación:\| \| 51.62 % \| 5,09% | Participación:\| \| 51.62 % \| 5,09% |
|                 | 51.62 %                                         |              |                                      |                                      |                                      |

### 1987

PNG
PSdeG-PSOE
CDS
CPG
FPAP

Alcalde: José Sánchez Vilas de Coalición Progresista Galega. Desde 1987 a 1989, gobierno de coalición entre el CPG, BNG, PSdeG-PSOE y CDS. Desde 1989 a 1991 gobierno de coalición entre el CPG, PSdeG-PSOE y CDS.
Los resultados de la Federación de Partidos de Alianza Popular son comparados con los de la Coalición Popular, porque el partido viene de la disolución de Coalición Popular. 
| Candidatura     | Candidatura                                                    | Voto Popular | Voto Popular                         | Concejales                           | Concejales                           |
| Candidatura     | Candidatura                                                    | Votos        | %                                    | Total                                | +/-                                  |
| --------------- | -------------------------------------------------------------- | ------------ | ------------------------------------ | ------------------------------------ | ------------------------------------ |
|                 | Coalición Progresista Galega (CPG)                             | 4 292        | 34,17                                | 8                                    | ±0                                   |
|                 | Federación de Partidos de Alianza Popular (FPAP)               | 3 463        | 27,57                                | 6                                    | 9                                    |
|                 | Bloque Nacionalista Galego (BNG)                               | 1 954        | 15,56                                | 3                                    | 1                                    |
|                 | Partido Socialista de Galicia-PSOE (PSdeG-PSOE)                | 1 603        | 12,76                                | 3                                    | ±0                                   |
|                 | Centro Democrático y Social (CDS)                              | 821          | 6,54                                 | 1                                    | ±0                                   |
|                 |                                                                |              |                                      |                                      |                                      |
|                 | Partido Socialista Galego-Esquerda Galega (PSG-EG)             | 217          | 1,73                                 | 0                                    | ±0                                   |
|                 | Partido Nacionalista Galego (PNG)                              | 110          | 0,88                                 | 0                                    | ±0                                   |
|                 | Partido dos Traballadores de Galicia-Unidad Comunista (PTG-UC) | 43           | 0,34                                 | 0                                    | ±0                                   |
| Votos en blanco | Votos en blanco                                                | 57           | 0,45                                 | n/a                                  | n/a                                  |
| Votos vàlidos   | Votos vàlidos                                                  | 12 560       | 100                                  | 21                                   | ±0                                   |
| Votos nulos     | Votos nulos                                                    | 112          | Participación:\| \| 60.33 % \| 8,71% | Participación:\| \| 60.33 % \| 8,71% | Participación:\| \| 60.33 % \| 8,71% |
| Votantes        | Votantes                                                       | 12 672       | Participación:\| \| 60.33 % \| 8,71% | Participación:\| \| 60.33 % \| 8,71% | Participación:\| \| 60.33 % \| 8,71% |
| Electores       | Electores                                                      | 21 006       | Participación:\| \| 60.33 % \| 8,71% | Participación:\| \| 60.33 % \| 8,71% | Participación:\| \| 60.33 % \| 8,71% |
|                 | 60.33 %                                                        |              |                                      |                                      |                                      |

### 1991

BNG
PSdeG-PSOE
IPC
PP

Alcalde: Manuel Varela Rey de Independentes por Carballo. Gobierno con mayoría absoluta. En 1992 el partido de Independentes por Carballo se une al Partido Popular, manteniendo como alcalde a Manuel Varela Rey.
Los resultados del Partido Popular son comparados con la suma de los resultados de la Coalición Progresista Galega y los de la Federación de Partidos de Alianza Popular, porque ambos partidos se unieron al Partido Popular.
| Candidatura     | Candidatura                                     | Voto Popular | Voto Popular                         | Concejales                           | Concejales                           |
| Candidatura     | Candidatura                                     | Votos        | %                                    | Total                                | +/-                                  |
| --------------- | ----------------------------------------------- | ------------ | ------------------------------------ | ------------------------------------ | ------------------------------------ |
|                 | Independentes por Carballo (IPC)                | 8 055        | 52,16                                | 12                                   | ±0                                   |
|                 | Partido Popular (PP)                            | 3 664        | 23,73                                | 5                                    | 9                                    |
|                 | Bloque Nacionalista Galego (BNG)                | 1 685        | 10,91                                | 2                                    | 1                                    |
|                 | Partido Socialista de Galicia-PSOE (PSdeG-PSOE) | 1 433        | 9,28                                 | 2                                    | 1                                    |
|                 |                                                 |              |                                      |                                      |                                      |
|                 | Converxencia Nacionalista Galega (CNG)          | 541          | 3,50                                 | 0                                    | ±0                                   |
| Votos en blanco | Votos en blanco                                 | 65           | 0,42                                 | n/a                                  | n/a                                  |
| Votos vàlidos   | Votos vàlidos                                   | 15 443       | 100                                  | 21                                   | ±0                                   |
| Votos nulos     | Votos nulos                                     | 31           | Participación:\| \| 69.17 % \| 8,84% | Participación:\| \| 69.17 % \| 8,84% | Participación:\| \| 69.17 % \| 8,84% |
| Votantes        | Votantes                                        | 15 474       | Participación:\| \| 69.17 % \| 8,84% | Participación:\| \| 69.17 % \| 8,84% | Participación:\| \| 69.17 % \| 8,84% |
| Electores       | Electores                                       | 22 372       | Participación:\| \| 69.17 % \| 8,84% | Participación:\| \| 69.17 % \| 8,84% | Participación:\| \| 69.17 % \| 8,84% |
|                 | 69.17 %                                         |              |                                      |                                      |                                      |

### 1995

BNG
PSdeG-PSOE
AEIC
PP

Alcalde: Manuel Varela Rey del Partido Popular. Gobierno con mayoría absoluta. 
Los resultados del Partido Popular son comparados con la suma de los resultados de Independentes por Carballo y del propio Partido Popular, porque Independientes por Carballo se unió al Partido Popular.
Agrupación Electoral Independientes por Carballo, liderado por el exalcalde José Sánchez Vilas, también conocido como Agrupación de los Independientes por Carballo.
| Candidatura     | Candidatura                                             | Voto Popular | Voto Popular                         | Concejales                           | Concejales                           |
| Candidatura     | Candidatura                                             | Votos        | %                                    | Total                                | +/-                                  |
| --------------- | ------------------------------------------------------- | ------------ | ------------------------------------ | ------------------------------------ | ------------------------------------ |
|                 | Partido Popular (PP)                                    | 8 244        | 49,58                                | 11                                   | 6                                    |
|                 | Bloque Nacionalista Galego (BNG)                        | 4 324        | 26,01                                | 6                                    | 4                                    |
|                 | Agrupación Electoral Independientes por Carballo (AEIC) | 2 107        | 12,67                                | 2                                    | ±0                                   |
|                 | Partido Socialista de Galicia-PSOE (PSdeG-PSOE)         | 1 801        | 10,83                                | 2                                    | ±0                                   |
| Votos en blanco | Votos en blanco                                         | 150          | 0,90                                 | n/a                                  | n/a                                  |
| Votos vàlidos   | Votos vàlidos                                           | 16 626       | 100                                  | 21                                   | ±0                                   |
| Votos nulos     | Votos nulos                                             | 74           | Participación:\| \| 69.17 % \| 8,84% | Participación:\| \| 69.17 % \| 8,84% | Participación:\| \| 69.17 % \| 8,84% |
| Votantes        | Votantes                                                | 16 700       | Participación:\| \| 69.17 % \| 8,84% | Participación:\| \| 69.17 % \| 8,84% | Participación:\| \| 69.17 % \| 8,84% |
| Electores       | Electores                                               | 24 727       | Participación:\| \| 69.17 % \| 8,84% | Participación:\| \| 69.17 % \| 8,84% | Participación:\| \| 69.17 % \| 8,84% |
|                 | 69.17 %                                                 |              |                                      |                                      |                                      |

### 1999

BNG
PSdeG-PSOE
PP

Alcalde: Manuel Varela Rey del Partido Popular. Desde 1999 a 2001, gobierno con mayoría absoluta. Desde 2001 a 2003 gobierno en minoría.
| Candidatura     | Candidatura                                     | Voto Popular | Voto Popular                         | Concejales                           | Concejales                           |
| Candidatura     | Candidatura                                     | Votos        | %                                    | Total                                | +/-                                  |
| --------------- | ----------------------------------------------- | ------------ | ------------------------------------ | ------------------------------------ | ------------------------------------ |
|                 | Partido Popular (PP)                            | 9 046        | 51,28                                | 11                                   | ±0                                   |
|                 | Bloque Nacionalista Galego (BNG)                | 6 374        | 36,13                                | 8                                    | 2                                    |
|                 | Partido Socialista de Galicia-PSOE (PSdeG-PSOE) | 1 519        | 8,61                                 | 2                                    | ±0                                   |
|                 |                                                 |              |                                      |                                      |                                      |
|                 | Democracia Galega (DG)                          | 481          | 2,73                                 | 0                                    | ±0                                   |
|                 | Partido Humanista (PH)                          | 31           | 0,18                                 | 0                                    | ±0                                   |
| Votos en blanco | Votos en blanco                                 | 191          | 0,42                                 | n/a                                  | n/a                                  |
| Votos vàlidos   | Votos vàlidos                                   | 17 642       | 100                                  | 21                                   | ±0                                   |
| Votos nulos     | Votos nulos                                     | 176          | Participación:\| \| 64.03 % \| 5,14% | Participación:\| \| 64.03 % \| 5,14% | Participación:\| \| 64.03 % \| 5,14% |
| Votantes        | Votantes                                        | 17 818       | Participación:\| \| 64.03 % \| 5,14% | Participación:\| \| 64.03 % \| 5,14% | Participación:\| \| 64.03 % \| 5,14% |
| Electores       | Electores                                       | 27 826       | Participación:\| \| 64.03 % \| 5,14% | Participación:\| \| 64.03 % \| 5,14% | Participación:\| \| 64.03 % \| 5,14% |
|                 | 64.03 %                                         |              |                                      |                                      |                                      |

### 2003

BNG
PSdeG-PSOE
CDI
PP

Alcalde: Evencio Ferrero Rodríguez del Bloque Nacionalista Galego. Gobierno con coalición entre el BNG, CDI y PSdeG-PSOE.
Centro Democrático Independiente, liderado por el exconsejero Manuel Andrade, que contó con un cierto apoyo dentro del sector crítico del PP local.
Partido Dos Veciños, creado por el exportavoz socialista Acacio Rodríguez.
Candidatos: Manuel Varela Rey (PP), Evencio Ferrero Rodríguez (BNG), Manuel Andrade Cristóbal (CDI), José Antonio Viña Patiño (PSdeG-PSOE), Acacio Rodríguez Fernández (PDV).
| Candidatura     | Candidatura                                     | Voto Popular | Voto Popular                         | Concejales                           | Concejales                           |
| Candidatura     | Candidatura                                     | Votos        | %                                    | Total                                | +/-                                  |
| --------------- | ----------------------------------------------- | ------------ | ------------------------------------ | ------------------------------------ | ------------------------------------ |
|                 | Partido Popular (PP)                            | 7 615        | 38,99                                | 9                                    | 2                                    |
|                 | Bloque Nacionalista Galego (BNG)                | 5 203        | 26,64                                | 6                                    | 2                                    |
|                 | Centro Democrático Independiente (CDI)          | 3 584        | 18,35                                | 4                                    | ±0                                   |
|                 | Partido Socialista de Galicia-PSOE (PSdeG-PSOE) | 2 322        | 11,89                                | 2                                    | ±0                                   |
|                 |                                                 |              |                                      |                                      |                                      |
|                 | Partido Dos Veciños (PDV)                       | 577          | 2,95                                 | 0                                    | ±0                                   |
| Votos en blanco | Votos en blanco                                 | 230          | 1,18                                 | n/a                                  | n/a                                  |
| Votos vàlidos   | Votos vàlidos                                   | 19 531       | 100                                  | 21                                   | ±0                                   |
| Votos nulos     | Votos nulos                                     | 94           | Participación:\| \| 68.94 % \| 4,91% | Participación:\| \| 68.94 % \| 4,91% | Participación:\| \| 68.94 % \| 4,91% |
| Votantes        | Votantes                                        | 19 625       | Participación:\| \| 68.94 % \| 4,91% | Participación:\| \| 68.94 % \| 4,91% | Participación:\| \| 68.94 % \| 4,91% |
| Electores       | Electores                                       | 28 466       | Participación:\| \| 68.94 % \| 4,91% | Participación:\| \| 68.94 % \| 4,91% | Participación:\| \| 68.94 % \| 4,91% |
|                 | 68.94 %                                         |              |                                      |                                      |                                      |

### 2007

BNG
PSdeG-PSOE
TEGA
PP

Alcalde: Evencio Ferrero Rodríguez del Bloque Nacionalista Galego. Gobierno con coalición entre el BNG y PSdeG-PSOE.
Terra Galega fue formado por el Centro Democrático Independiente y se mantuvo al líder del CDI para la candidatura de Terra Galega, Manuel Andrade. Los resultados de la CDI se comparan a los de la Terra Galega.
Candidatos: Evencio Ferrero Rodríguez (BNG), Alberto Sueiro Pastoriza (PP), Manuel Andrade Cristóbal (TEGA), José Antonio Viña Patiño (PSdeG-PSOE), Acacio Rodríguez Fernández (PDV).
| Candidatura     | Candidatura                                     | Voto Popular | Voto Popular                         | Concejales                           | Concejales                           |
| Candidatura     | Candidatura                                     | Votos        | %                                    | Total                                | +/-                                  |
| --------------- | ----------------------------------------------- | ------------ | ------------------------------------ | ------------------------------------ | ------------------------------------ |
|                 | Bloque Nacionalista Galego (BNG)                | 7 545        | 40,84                                | 9                                    | 3                                    |
|                 | Partido Popular (PP)                            | 4 683        | 25,35                                | 6                                    | 3                                    |
|                 | Terra Galega (TEGA)                             | 3 115        | 16,86                                | 3                                    | 1                                    |
|                 | Partido Socialista de Galicia-PSOE (PSdeG-PSOE) | 2 420        | 13,10                                | 3                                    | 1                                    |
|                 |                                                 |              |                                      |                                      |                                      |
|                 | Partido Dos Veciños (PDV)                       | 460          | 2,49                                 | 0                                    | ±0                                   |
| Votos en blanco | Votos en blanco                                 | 252          | 1,36                                 | n/a                                  | n/a                                  |
| Votos vàlidos   | Votos vàlidos                                   | 18 475       | 100                                  | 21                                   | ±0                                   |
| Votos nulos     | Votos nulos                                     | 91           | Participación:\| \| 63.18 % \| 5,76% | Participación:\| \| 63.18 % \| 5,76% | Participación:\| \| 63.18 % \| 5,76% |
| Votantes        | Votantes                                        | 18 566       | Participación:\| \| 63.18 % \| 5,76% | Participación:\| \| 63.18 % \| 5,76% | Participación:\| \| 63.18 % \| 5,76% |
| Electores       | Electores                                       | 29 385       | Participación:\| \| 63.18 % \| 5,76% | Participación:\| \| 63.18 % \| 5,76% | Participación:\| \| 63.18 % \| 5,76% |
|                 | 63.18 %                                         |              |                                      |                                      |                                      |

### 2011

BNG
PSdeG-PSOE
TEGA
PP

Alcalde: Evencio Ferrero Rodríguez del Bloque Nacionalista Galego. Gobierno en minoría.
Candidatos: Evencio Ferrero Rodríguez (BNG), Alberto Sueiro Pastoriza (PP), Manuel Andrade Cristóbal (TEGA), José Antonio Viña Patiño (PSdeG-PSOE).
| Candidatura     | Candidatura                                     | Voto Popular | Voto Popular                         | Concejales                           | Concejales                           |
| Candidatura     | Candidatura                                     | Votos        | %                                    | Total                                | +/-                                  |
| --------------- | ----------------------------------------------- | ------------ | ------------------------------------ | ------------------------------------ | ------------------------------------ |
|                 | Bloque Nacionalista Galego (BNG)                | 7 880        | 44,08                                | 10                                   | 1                                    |
|                 | Partido Popular (PP)                            | 6 114        | 34,20                                | 8                                    | 2                                    |
|                 | Terra Galega (TEGA)                             | 1 979        | 11,07                                | 2                                    | 1                                    |
|                 | Partido Socialista de Galicia-PSOE (PSdeG-PSOE) | 1 523        | 8,52                                 | 1                                    | 2                                    |
| Votos en blanco | Votos en blanco                                 | 380          | 2,13                                 | n/a                                  | n/a                                  |
| Votos vàlidos   | Votos vàlidos                                   | 17 876       | 100                                  | 21                                   | ±0                                   |
| Votos nulos     | Votos nulos                                     | 190          | Participación:\| \| 69.31 % \| 6,13% | Participación:\| \| 69.31 % \| 6,13% | Participación:\| \| 69.31 % \| 6,13% |
| Votantes        | Votantes                                        | 18 066       | Participación:\| \| 69.31 % \| 6,13% | Participación:\| \| 69.31 % \| 6,13% | Participación:\| \| 69.31 % \| 6,13% |
| Electores       | Electores                                       | 26 065       | Participación:\| \| 69.31 % \| 6,13% | Participación:\| \| 69.31 % \| 6,13% | Participación:\| \| 69.31 % \| 6,13% |
|                 | 69.31 %                                         |              |                                      |                                      |                                      |

### 2015

BNG
PSdeG-PSOE
TEGA
PP

Alcalde: Evencio Ferrero Rodríguez del Bloque Nacionalista Galego. Gobierno con mayoría absoluta.
Candidatos: Evencio Ferrero Rodríguez (BNG), Miguel-Ángel Ferreiro Suárez (PP), Manuel Andrade Cristóbal (TEGA), María Carmen Vila Blanco (PSdeG-PSOE), María Esther Iglesias Barreiro (CxG-CCTT) y Jesús Deus Gende (Son Carballo).
| Candidatura     | Candidatura                                               | Voto Popular | Voto Popular                         | Concejales                           | Concejales                           |
| Candidatura     | Candidatura                                               | Votos        | %                                    | Total                                | +/-                                  |
| --------------- | --------------------------------------------------------- | ------------ | ------------------------------------ | ------------------------------------ | ------------------------------------ |
|                 | Bloque Nacionalista Galego-Asembleas Abertas (BNG)        | 7512         | 47,01                                | 11                                   | 1                                    |
|                 | Partido Popular (PP)                                      | 3747         | 23,45                                | 5                                    | 3                                    |
|                 | Terra Galega (TEGA)                                       | 2275         | 14,24                                | 3                                    | 1                                    |
|                 | Partido dos Socialista de Galicia (PSdeG-PSOE)            | 1676         | 10,49                                | 2                                    | 1                                    |
|                 |                                                           |              |                                      |                                      |                                      |
|                 | Compromiso por Galicia-Concellos Transparentes (CxG-CCTT) | 217          | 1,39                                 | 0                                    | ±0                                   |
|                 | Son Carballo (SON)                                        | 188          | 1,18                                 | 0                                    | ±0                                   |
| Votos en blanco | Votos en blanco                                           | 365          | 2,28                                 | n/a                                  | n/a                                  |
| Votos vàlidos   | Votos vàlidos                                             | 15 980       | 100                                  | 21                                   | ±0                                   |
| Votos nulos     | Votos nulos                                               | 278          | Participación:\| \| 62.41 % \| 6,90% | Participación:\| \| 62.41 % \| 6,90% | Participación:\| \| 62.41 % \| 6,90% |
| Votantes        | Votantes                                                  | 16 258       | Participación:\| \| 62.41 % \| 6,90% | Participación:\| \| 62.41 % \| 6,90% | Participación:\| \| 62.41 % \| 6,90% |
| Electores       | Electores                                                 | 26 050       | Participación:\| \| 62.41 % \| 6,90% | Participación:\| \| 62.41 % \| 6,90% | Participación:\| \| 62.41 % \| 6,90% |
|                 | 62.41 %                                                   |              |                                      |                                      |                                      |

### 2019

BNG
PSdeG-PSOE
TEGA
PP

Alcalde: Evencio Ferrero Rodríguez del Bloque Nacionalista Galego. Gobierno con mayoría absoluta.
Candidatos: Evencio Ferrero Rodríguez (BNG), Aurelio Alfonso Núñez Centeno (PP), María Carmen Vila Blanco (PSdeG-PSOE), José Bello Pallas (TEGA) y Paula María Rey Gómez (CxG).
| Candidatura     | Candidatura                                         | Voto Popular | Voto Popular                         | Concejales                           | Concejales                           |
| Candidatura     | Candidatura                                         | Votos        | %                                    | Total                                | +/-                                  |
| --------------- | --------------------------------------------------- | ------------ | ------------------------------------ | ------------------------------------ | ------------------------------------ |
|                 | Bloque Nacionalista Galego (BNG)                    | 8 203        | 51,63                                | 12                                   | 1                                    |
|                 | Partido Popular (PP)                                | 3 409        | 21,46                                | 4                                    | 1                                    |
|                 | Partido dos Socialista de Galicia-PSOE (PSdeG-PSOE) | 2 366        | 14,89                                | 3                                    | 1                                    |
|                 | Terra Galega (TEGA)                                 | 1 530        | 9,63                                 | 2                                    | 1                                    |
|                 |                                                     |              |                                      |                                      |                                      |
|                 | Compromiso por Galicia (CxG)                        | 181          | 1,14                                 | 0                                    | ±0                                   |
| Votos en blanco | Votos en blanco                                     | 199          | 1,25                                 | n/a                                  | n/a                                  |
| Votos vàlidos   | Votos vàlidos                                       | 15 888       | 100                                  | 21                                   | ±0                                   |
| Votos nulos     | Votos nulos                                         | 127          | Participación:\| \| 61.49 % \| 0,92% | Participación:\| \| 61.49 % \| 0,92% | Participación:\| \| 61.49 % \| 0,92% |
| Votantes        | Votantes                                            | 16 015       | Participación:\| \| 61.49 % \| 0,92% | Participación:\| \| 61.49 % \| 0,92% | Participación:\| \| 61.49 % \| 0,92% |
| Electores       | Electores                                           | 26 043       | Participación:\| \| 61.49 % \| 0,92% | Participación:\| \| 61.49 % \| 0,92% | Participación:\| \| 61.49 % \| 0,92% |
|                 | 61.49 %                                             |              |                                      |                                      |                                      |

### 2023

BNG
PSdeG-PSOE
PP

Alcalde: Evencio Ferrero Rodríguez del Bloque Nacionalista Galego. Gobierno con mayoría absoluta.
|  | 53.37 % |

|  | 28.67 % |

|  | 10.72 % |

|  | 3.20 % |

|  | 2.24 % |

|  | 0.37 % |

|  | 99.07 % |

|  | 0.92 % |

|  | 1.41 % |

|  | 58.41 % |

|  | 41.58 % |

## Evolución de la deuda viva municipal
El concepto de deuda viva contempla sólo las deudas con cajas y bancos relativas a créditos financieros, valores de renta fija y préstamos o créditos transferidos a terceros, excluyéndose, por tanto, la deuda comercial.
| Gráfica de evolución de la deuda viva del Ayuntamiento entre 2008 y 2023                           |
| |
| Deuda viva del Ayuntamiento de Carballo, en miles de euros, según datos del Ministerio de Hacienda |